# Кирик Пушкаренко
Кирило (Кирик) Мартинович Пушкаренко (Пушкар) (? — після 1676) — військовий діяч Гетьманщини доби Руїни. Полтавський полковник (1658, 1659, 1669, 1671).

## Життєпис
Народився не пізніше 1624 року. Син Мартина Пушкаря — сподвижника Б. Хмельницького, полтавського полковника.
У Реєстрі 1649 року — військовий товариш Полтавського полку. У роки полковництва батька займав старшинські посади у полку. Брав участь у повстанні М. Пушкаря проти гетьмана Ів. Виговського.
У жовтні 1658 року — обраний полтавським полковником опозиційно налаштованими козаками замість Ф. Гаркуші. Наприкінці жовтня на чолі полку перейшов на бік московського воєводи Г. Ромодановського, чиє військо вторглося на Лівобережну Україну.
Наприкінці 1658 року поступився перначем своєму брату Маркові. Вдруге обраний полковником у квітні 1659 року. Вів бойові дії проти гетьманських військ. У 10-х числах квітня спалив вірне Виговському місто Кобеляки. Просив у царя надіслати додаткові московські загони у підконтрольні міста, надати гармат і пороху. У травні полк К. Пушкаренка доєднався до військ московського воєводи В. Новосильцева та наказного гетьмана Ів. Силки, та брав участь у штурмі Говтви. У битві під цим містом 12 червня московитів і союзних їм козаків розгромили татари та гетьманські козаки. Пушкаренкові вдалося врятуватися від погрому.
Після Конотопської битви полтавський полковник намагався перейти на бік Виговського. 18 липня він надіслав листа чигиринському полковнику Г. Каплонському, обіцяючи здати Полтаву. Посланця перехопив московський воєвода М. Зінович. За його наказом Пушкаренка заарештували, двох його соратників стратили. 19 липня козаки обрали новим полковником Ф. Жученка.
У липні 1666 року згадується як рядовий козак Полтавського полку. Втретє тримав полковницький пернач у липні-жовтні 1669 року. Учетверте — у березні 1671.
У 1675—1676 роках — військовий товариш Полтавського року. У листопаді-грудні 1676 тримав уряд Полтавського городового отамана. Подальша доля невідома.

## Родина
Був одружений з Явдохою Григорівною Витязенко, донькою полтавського полковника у 1665—1668 роках. Даних про дітей немає.